# Jan Ignacy Stokowski
Jan Ignacy Stokowski herbu Jelita (zm. ok. 1783 roku) – chorąży inowłodzki w latach 1763–1779, chorąży brzeziński w latach 1759–1763, podczaszy łęczycki w latach 1748–1759, miecznik łęczycki w latach 1737–1748.
W 1764 roku był elektorem Stanisława Augusta Poniatowskiego z województwa łęczyckiego i posłem łęczyckim na sejm elekcyjny. Był deputatem województwa łęczyckiego na Trybunał Główny Koronny w Poznaniu w 1765 roku. 